# Terminalia hypargyrea
Terminalia hypargyrea är en tvåhjärtbladig växtart som beskrevs av Karl Moritz Schumann och Lauterb.. Terminalia hypargyrea ingår i släktet Terminalia och familjen Combretaceae. Inga underarter finns listade i Catalogue of Life.